# YB-11 (航空機)

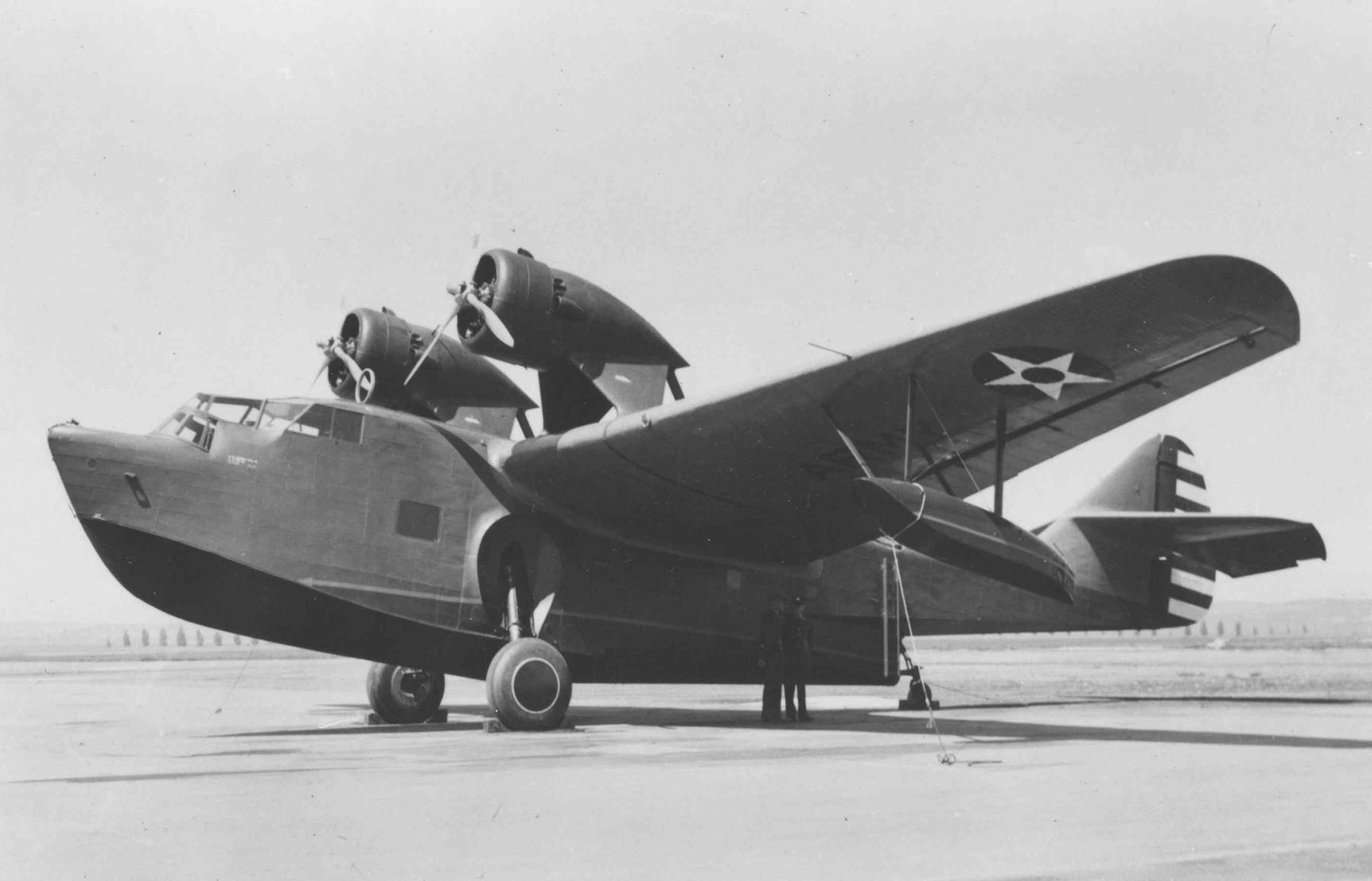

ダグラス YB-11は、1930年代にアメリカ陸軍航空隊の発注により、ダグラス・エアクラフト社が開発していた爆撃機。試作のみで量産には至らなかった。

## 概要
1930年代、アメリカ陸軍航空隊は、水陸両用の航空機を求めていた。そこで1932年11月18日にダグラス社に対し、アメリカ海軍向けのXP3D飛行艇を改良した機体を発注した。
デザインは、艇体型の胴体に高翼配置の単葉主翼を持ち、2基のレシプロエンジンは主翼の上に持ち上げられた形で配置されていた。水陸両用機であるため胴体中央側面に主脚が設置されており、両主翼端にはフロートも付けられている。
機体の製造中に、観測機に目的が変更され、機種記号がYO-44、次いでYOA-5に変更された。YOA-5は試作機1機が造られ、1935年1月に初飛行したが、量産には至らなかった。
これに代わり陸軍航空隊では、同年3月に初飛行し、6月から量産が開始された海軍向けのPBYを、OA-10として正式採用することとなった。

## 諸元
- 全長：21.3m
- 全幅：27.4m
- 全高：6.7m
- エンジン：ライト R-1820 レシプロエンジン 2基（800馬力）
- 武装：機銃 3門